# 柳川町 (名古屋市)
柳川町（やながわちょう）は愛知県名古屋市中川区にある町名。丁番を持たない単独町名である。住居表示実施済み。

## 地理
名古屋市中川区の北東部に位置し、北に八熊、西に南八熊町、南に熱田区川並町、東に熱田区新尾頭に接する。

### 河川
- 堀川

## 歴史
- 1939年（昭和14年）5月1日 - 中川区野立町の一部により、同区柳川町として成立[5][要文献特定詳細情報]。
- 1944年（昭和19年）2月11日 - 熱田区編入により、同区柳川町となる[5]。
- 1960年（昭和35年）3月5日 - 中川区八熊町の一部により、同区柳川町が成立[6]。
- 1978年（昭和53年）6月25日 - 中川区八熊町・八熊通・八千代通の各一部を編入する[6]。また、一部が中川区南八熊町・明野町に編入される[7]。また、熱田区柳川町については同区明野町・川並町にそれぞれ編入され消滅[5]。
- 1981年（昭和56年）9月6日 - 八熊通・八千代通の各一部を編入する[6]。

## 世帯数と人口
2019年（平成31年）2月1日現在の世帯数と人口は以下の通りである。
| 町丁   | 世帯数  | 人口  |
| ------ | ------- | ----- |
| 柳川町 | 405世帯 | 652人 |

## 学区
市立小・中学校に通う場合、学校等は以下の通りとなる。また、公立高等学校に通う場合の学区は以下の通りとなる。
| 番・番地等 | 小学校               | 中学校               | 高等学校 |
| ---------- | -------------------- | -------------------- | -------- |
| 全域       | 名古屋市立八熊小学校 | 名古屋市立山王中学校 | 尾張学区 |

## 交通
- 愛知県道29号弥富名古屋線（八熊通）

## 施設
- 西濃運輸 名古屋支店
- 須佐之男社
- 柳川公園
- スギ薬局 八熊店

## その他

### 日本郵便
- 郵便番号 : 454-0014[2]（集配局：中川郵便局[10]）。